# 北伍德斯托克 (新罕布什爾州)
北伍德斯托克（英語：North Woodstock）是位於美國新罕布什爾州格拉夫頓縣的普查規定居民點。

## 人口
根據2020年美國人口普查的數據，北伍德斯托克的面積為4.28平方千米，當中陸地面積為4.18平方千米，而水域面積為0.09平方千米。當地共有人口739人，而人口密度為每平方千米172.66人。